# Bürgermeisterwahlen in Sachsen 2020
Bürgermeisterwahlen fanden 2020 in Sachsen in 69 von 419 sächsischen Städten und Gemeinden statt. Dabei wurden 32 Bürgermeister im Amt bestätigt und 6 abgewählt.

Von der CDU gehalten
Von der CDU hinzugewonnen
Von der SPD gehalten
Von der SPD hinzugewonnen
Von der FDP hinzugewonnen
Von WV/EB gehalten
Von WV/EB hinzugewonnen

| ← 2019 | Wahljahr 2020 | 2021→ |

## Wahlstatistik
| Vorschlag | Anzahl |                    | Bürgermeister | Anzahl |
| CDU       | 19     | - wiedergewählt    | 32            |        |
| SPD       | 6      | - abgewählt        | 6             |        |
| FDP       | 1      | - nicht kandidiert | 31            |        |
| WV, EB    | 43     |                    |               |        |
| gesamt    | 69     |                    |               |        |

Amtierende (Ober-)Bürgermeister nach Ende des Wahljahres 2020:
| Vorschlag         | CDU | SPD | FDP | Linke | DSU | Grüne | EB, EV | WV  | Gemeindeanzahl |
| ----------------- | --- | --- | --- | ----- | --- | ----- | ------ | --- | -------------- |
| Amtsträger        | 139 | 17  | 9   | 5     | 1   | 1     | 146    | 101 | 419            |
| Vergleich zu 2019 | + 3 | + 1 | ± 0 | – 2   | ± 0 | ± 0   | – 2    | ± 0 | ± 0            |

WV = Wählervereinigungen
EB = Einzelbewerber
EV = Einzelvorschläge

## Wahlergebnisse

### Landkreis Bautzen
Im Landkreis Bautzen fanden in neun Kommunen Wahlen statt. Diese sind im Folgenden aufgelistet. In fünf Kommunen waren zwei Wahlgänge notwendig. Das entscheidende Wahlergebnis ist markiert.
Gewählte Bewerber:
- CDU: 3
- SPD: 1
- Einzelbewerber/Bürgerinitiativen: 5
- Amtsinhaber wiedergewählt: 2
- Amtsinhaber abgewählt: 0
- Amtsinhaber nicht angetreten: 7

Namen von Amtsinhabern sind fett dargestellt.
| 1. Wahlgang   | 1. Wahlgang          | 1. Wahlgang             | 1. Wahlgang                    | 1. Wahlgang     | 2. Wahlgang   | 2. Wahlgang     | vorherige | nächste |
| Wahltermin    | Gemeinde             | Bewerber                | Vorschlag                      | Ergebnis (in %) | Wahltermin    | Ergebnis (in %) | vorherige | nächste |
| ------------- | -------------------- | ----------------------- | ------------------------------ | --------------- | ------------- | --------------- | --------- | ------- |
| 9. Februar    | Radibor Radwor       | Martin Wiener           | FW                             | 5,4             |               |                 | ← 2013    | keine   |
| 9. Februar    | Radibor Radwor       | Katrin Suchy-Zieschwauk | CDU                            | 6,6             |               |                 | ← 2013    | keine   |
| 9. Februar    | Radibor Radwor       | Madeleine Rentsch       | HFM                            | 55,6            |               |                 | ← 2013    | keine   |
| 9. Februar    | Radibor Radwor       | Jovan Rehor             | Rehor                          | 32,4            |               |                 | ← 2013    | keine   |
| 2. August     | Oßling Wóslink       | Johannes Nitzsche       | BZG                            | 53,3            |               |                 | ← 2013    | keine   |
| 2. August     | Oßling Wóslink       | Thomas Perjak           | WV „EG“                        | 46,7            |               |                 | ← 2013    | keine   |
| 6. September  | Hoyerswerda Wojerecy | Dorit Baumeister        | Wahlbündnis – Dorit Baumeister | 27,8            | 20. September | 33,4            | ← 2013    | keine   |
| 6. September  | Hoyerswerda Wojerecy | Marco Gbureck           | AfD                            | 18,5            | 20. September | 16,2            | ← 2013    | keine   |
| 6. September  | Hoyerswerda Wojerecy | Claudia Florian         | CDU                            | 11,7            | 20. September | 6,1             | ← 2013    | keine   |
| 6. September  | Hoyerswerda Wojerecy | Torsten Ruban-Zeh       | SPD                            | 31,8            | 20. September | 44,3            | ← 2013    | keine   |
| 6. September  | Hoyerswerda Wojerecy | Dirk Nasdala            | Nasdala                        | 10,2            | 20. September | n. k.           | ← 2013    | keine   |
| 13. September | Ohorn                | Sonja Kunze             | Kunze                          | 77,8            |               |                 | ← 2013    | 2025 →  |
| 13. September | Ohorn                | Heike Lotze             | AfD                            | 22,2            |               |                 | ← 2013    | 2025 →  |
| 20. September | Arnsdorf             | Ilko Keßler             | Bürgerforum e. V.              | 37,0            | 11. Oktober   | 41,8            | ← 2015    | keine   |
| 20. September | Arnsdorf             | Frank Eisold            | CDU                            | 35,9            | 11. Oktober   | 48,0            | ← 2015    | keine   |
| 20. September | Arnsdorf             | Detlef Oelsner          | AfD                            | 27,1            | 11. Oktober   | 10,2            | ← 2015    | keine   |
| 20. September | Steinigtwolmsdorf    | Kathrin Gessel          | CDU, BüBew                     | 43,5            | 11. Oktober   | 50,5            | ← 2019    | keine   |
| 20. September | Steinigtwolmsdorf    | David Wolf              | Dorfkultur e. V.               | 42,1            | 11. Oktober   | 49,5            | ← 2019    | keine   |
| 20. September | Steinigtwolmsdorf    | Alexander Zapke         | AfD                            | 14,4            | 11. Oktober   | n. k.           | ← 2019    | keine   |
| 27. September | Cunewalde            | Thomas Martolock        | CDU                            | 82,9            |               |                 | ← 2013    | keine   |
| 27. September | Cunewalde            | Jürgen Holger Schulz    | AfD                            | 17,1            |               |                 | ← 2013    | keine   |
| 4. Oktober    | Ottendorf-Okrilla    | Carsten Rybicki         | AfD                            | 7,3             |               |                 | ← 2013    | keine   |
| 4. Oktober    | Ottendorf-Okrilla    | René Edelmann           | Edelmann                       | 40,6            |               |                 | ← 2013    | keine   |
| 4. Oktober    | Ottendorf-Okrilla    | Rico Pfeiffer           | Pfeiffer                       | 52,1            |               |                 | ← 2013    | keine   |
| 11. Oktober   | Demitz-Thumitz       | Benjamin Lange          | DePoRo                         | 40,2            | 25. Oktober   | 46,7            | ← 2015    | 2020 →  |
| 11. Oktober   | Demitz-Thumitz       | Jens Glowienka          | CDU                            | 30,8            | 25. Oktober   | 53,3            | ← 2015    | 2020 →  |
| 11. Oktober   | Demitz-Thumitz       | Patrik Eisold           | Eisold                         | 29,1            | 25. Oktober   | n. k.           | ← 2015    | 2020 →  |

### Chemnitz
In der kreisfreien Stadt Chemnitz fand 2020 ebenfalls die Oberbürgermeisterwahl statt. Die SPD konnte mit ihrem Kandidaten Peter Sven Schulze das Rathaus verteidigen. Das ausschlaggebende Ergebnis ist markiert.
← 2013 keine →
| Bewerber                 | Vorschlag        | 1. Wahlgang (20. September) | 2. Wahlgang (11. Oktober) |
| ------------------------ | ---------------- | --------------------------- | ------------------------- |
| Almut Friedericke Patt   | CDU              | 21,4                        | 22,0                      |
| Bernhard Ulrich Oehme    | AfD              | 12,2                        | 13,2                      |
| Susanne Schaper          | Linke            | 15,1                        | 16,1                      |
| Peter Sven Schulze       | SPD              | 23,1                        | 34,9                      |
| Mathias Volkmar Zschocke | Grüne            | 7,1                         | n. k.                     |
| Karl Martin Kohlmann     | Pro Chemnitz.DSU | 4,2                         | n. k.                     |
| Paul Thomas Vogel        | PARTEI           | 1,6                         | n. k.                     |
| Lars Faßmann             | Faßmann          | 11,9                        | 13,8                      |
| Jens Mathias Eberlein    | FW               | 3,5                         | n. k.                     |

### Erzgebirgskreis
Im Erzgebirgskreis fanden in vierzehn Kommunen Wahlen statt. Diese sind im Folgenden aufgelistet. In einer Kommune waren zwei Wahlgänge notwendig. Das entscheidende Wahlergebnis ist markiert.
Gewählte Bewerber:
- CDU: 7
- Einzelbewerber/Bürgerinitiativen: 7
- Amtsinhaber wiedergewählt: 8
- Amtsinhaber abgewählt: 2
- Amtsinhaber nicht angetreten: 4

Namen von Amtsinhabern sind fett dargestellt.
| 1. Wahlgang   | 1. Wahlgang           | 1. Wahlgang                | 1. Wahlgang      | 1. Wahlgang     | 2. Wahlgang | 2. Wahlgang     | vorherige | nächste |
| Wahltermin    | Gemeinde              | Bewerber                   | Vorschlag        | Ergebnis (in %) | Wahltermin  | Ergebnis (in %) | vorherige | nächste |
| ------------- | --------------------- | -------------------------- | ---------------- | --------------- | ----------- | --------------- | --------- | ------- |
| 15. März      | Burkhardtsdorf        | Jörg Spiller               | CDU              | 84,5            |             |                 | ← 2013    | keine   |
| 15. März      | Burkhardtsdorf        | Einzelvorschläge           | Einzelvorschläge | 15,5            |             |                 | ← 2013    | keine   |
| 21. Juni      | Wolkenstein           | Wolfram Liebing            | Liebing          | 98,2            |             |                 | ← 2013    | keine   |
| 21. Juni      | Wolkenstein           | Einzelvorschläge           |                  | 1,8             |             |                 | ← 2013    | keine   |
| 6. September  | Gornsdorf             | Andrea Arnold              | CDU              | 90,9            |             |                 | ← 2013    | 2024 →  |
| 6. September  | Gornsdorf             | Einzelvorschläge           | Einzelvorschläge | 9,1             |             |                 | ← 2013    | 2024 →  |
| 6. September  | Großolbersdorf        | Uwe Günther                | HuG              | 65,1            |             |                 | ← 2013    | keine   |
| 6. September  | Großolbersdorf        | Michael Wolf               | CDU              | 34,9            |             |                 | ← 2013    | keine   |
| 6. September  | Königswalde           | Ronny Wähner               | CDU              | 97,8            |             |                 | ← 2013    | keine   |
| 6. September  | Königswalde           | Einzelvorschläge           | Einzelvorschläge | 2,2             |             |                 | ← 2013    | keine   |
| 6. September  | Seiffen/Erzgeb.       | Martin Wittig              | Wittig           | 94,4            |             |                 | ← 2013    | keine   |
| 6. September  | Seiffen/Erzgeb.       | Einzelvorschläge           | Einzelvorschläge | 5,6             |             |                 | ← 2013    | keine   |
| 6. September  | Thermalbad Wiesenbad  | Berit Schiefer             | Schiefer         | 36,9            |             |                 | ← 2013    | keine   |
| 6. September  | Thermalbad Wiesenbad  | Thomas May                 | CDU              | 63,1            |             |                 | ← 2013    | keine   |
| 20. September | Lauter-Bernsbach      | Thomas Kunzmann            | FWiB             | 99,0            |             |                 | ← 2013    | keine   |
| 20. September | Lauter-Bernsbach      | Einzelvorschläge           | Einzelvorschläge | 1,0             |             |                 | ← 2013    | keine   |
| 20. September | Mildenau              | Achim Andreas Mauersberger | Mauersberger     | 68,9            |             |                 | ← 2013    | keine   |
| 20. September | Mildenau              | Sebastian Rainer Schreiter | CDU              | 31,1            |             |                 | ← 2013    | keine   |
| 20. September | Schwarzenberg/Erzgeb. | Ruben Gehart               | CDU              | 44,9            | 11. Oktober | 49,4            | ← 2015    | keine   |
| 20. September | Schwarzenberg/Erzgeb. | Roland Küblböck            | Grüne            | 6,1             | 11. Oktober | n. k.           | ← 2015    | keine   |
| 20. September | Schwarzenberg/Erzgeb. | Frank Weihrauch            | Pro              | 8,0             | 11. Oktober | 5,5             | ← 2015    | keine   |
| 20. September | Schwarzenberg/Erzgeb. | Lilly Karin Vicedom        | KOMPASS e. V.    | 21,0            | 11. Oktober | 25,8            | ← 2015    | keine   |
| 20. September | Schwarzenberg/Erzgeb. | Erik Weber                 | Weber            | 20,1            | 11. Oktober | 19,3            | ← 2015    | keine   |
| 20. September | Thalheim/Erzgeb.      | Nico Dittmann              | Dittmann         | 97,4            |             |                 | ← 2013    | keine   |
| 20. September | Thalheim/Erzgeb.      | Einzelvorschläge           | Einzelvorschläge | 2,6             |             |                 | ← 2013    | keine   |
| 27. September | Jöhstadt              | Olaf Oettel                | Oettel           | 30,5            |             |                 | ← 2013    | keine   |
| 27. September | Jöhstadt              | Frank André Zinn           | CDU              | 60,3            |             |                 | ← 2013    | keine   |
| 27. September | Jöhstadt              | Jens Werner Neumann        | AfD              | 9,2             |             |                 | ← 2013    | keine   |
| 27. September | Sehmatal              | Sebastian Nestler          | FWBF             | 98,1            |             |                 | ← 2013    | keine   |
| 27. September | Sehmatal              | Einzelvorschläge           | Einzelvorschläge | 1,9             |             |                 | ← 2013    | keine   |
| 11. Oktober   | Thum                  | Thomas Mauersberger        | CDU              | 62,9            |             |                 | ← 2013    | keine   |
| 11. Oktober   | Thum                  | Mario Schöne               | Bürgerliste      | 16,9            |             |                 | ← 2013    | keine   |
| 11. Oktober   | Thum                  | Giso Lieberwirth           | AfD              | 20,2            |             |                 | ← 2013    | keine   |

### Landkreis Görlitz
Im Landkreis Görlitz fanden in vier Kommunen Wahlen statt. Diese sind im Folgenden aufgelistet. In zwei Kommunen waren zwei Wahlgänge notwendig. Das entscheidende Wahlergebnis ist markiert.
Gewählte Bewerber:
- CDU: 1
- Einzelbewerber/Bürgerinitiativen: 3
- Amtsinhaber wiedergewählt: 1
- Amtsinhaber abgewählt: 1
- Amtsinhaber nicht angetreten: 2

Namen von Amtsinhabern sind fett dargestellt.
| 1. Wahlgang   | 1. Wahlgang    | 1. Wahlgang        | 1. Wahlgang          | 1. Wahlgang     | 2. Wahlgang | 2. Wahlgang     | vorherige | nächste |
| Wahltermin    | Gemeinde       | Bewerber           | Vorschlag            | Ergebnis (in %) | Wahltermin  | Ergebnis (in %) | vorherige | nächste |
| ------------- | -------------- | ------------------ | -------------------- | --------------- | ----------- | --------------- | --------- | ------- |
| 23. Februar   | Kottmar        | Michael René Görke | Görke                | 96,3            |             |                 | ← 2013    | keine   |
| 23. Februar   | Kottmar        | Einzelvorschläge   | Einzelvorschläge     | 3,7             |             |                 | ← 2013    | keine   |
| 29. März      | Oderwitz       | Daniel Schädlich   | FW/HGV               | 25,3            | 19. April   | 19,7            | ← 2013    | keine   |
| 29. März      | Oderwitz       | Cornelius Stempel  | Stempel              | 35,0            | 19. April   | 45,6            | ← 2013    | keine   |
| 29. März      | Oderwitz       | Tom Stöcker        | Stöcker              | 35,3            | 19. April   | 34,7            | ← 2013    | keine   |
| 29. März      | Oderwitz       | Anke Walther       | Walther              | 4,4             | 19. April   | n. k.           | ← 2013    | keine   |
| 20. September | Neißeaue       | Evelin Bergmann    | Bi                   | 25,0            |             | n. k.           | ← 2013    | keine   |
| 20. September | Neißeaue       | Per Wiesner        | Freie Liste Neißeaue | 35,1            | 57,3        |                 | ← 2013    | keine   |
| 20. September | Neißeaue       | Ewald Ernst        | Ernst                | 39,9            | 42,7        |                 | ← 2013    | keine   |
| 1. November   | Schleife Slepo | Hans Jörg Funda    | CDU                  | 68,5            |             |                 | ← 2015    | keine   |
| 1. November   | Schleife Slepo | Mathias Lampe      | AfD                  | 31,5            |             |                 | ← 2015    | keine   |

### Leipzig
In der kreisfreien Stadt Leipzig wurde Burkhard Jung (SPD) im Amt bestätigt.
Amtsinhaber ist fett. Das ausschlaggebende Ergebnis ist markiert.
← 2013 keine →
| Bewerber                | Vorschlag | 1. Wahlgang (2. Februar) | 2. Wahlgang (1. März) |
| ----------------------- | --------- | ------------------------ | --------------------- |
| Burkhard Jung           | SPD       | 29,8                     | 49,1                  |
| Franziska Riekewald     | Linke     | 13,5                     | n. k.                 |
| Katharina Krefft        | Grüne     | 12,0                     | n. k.                 |
| Sebastian Gemkow        | CDU       | 31,6                     | 47,6                  |
| Christoph Neumann       | AfD       | 8,7                      | n. k.                 |
| Marcus Viefeld          | FDP       | 1,2                      | n. k.                 |
| Katharina Subat         | PARTEI    | 2,4                      | n. k.                 |
| Ute Elisabeth Gabelmann | Piraten   | 0,9                      | 3,3                   |

### Landkreis Leipzig
Im Landkreis Leipzig fand in zehn Kommunen eine Wahl statt. Diese sind im Folgenden aufgelistet. In zwei Kommunen war ein zweiter Wahlgang nötig. Das entscheidende Wahlergebnis ist markiert.
Gewählte Bewerber:
- CDU: 3
- SPD: 1
- Einzelbewerber/Bürgerinitiative: 6
- Amtsinhaber wiedergewählt: 5
- Amtsinhaber abgewählt: 2
- Amtsinhaber nicht angetreten: 3

Namen von Amtsinhabern sind fett dargestellt.
| 1. Wahlgang   | 1. Wahlgang      | 1. Wahlgang              | 1. Wahlgang         | 1. Wahlgang     | 2. Wahlgang | 2. Wahlgang     | vorherige | nächste |
| Wahltermin    | Gemeinde         | Bewerber                 | Vorschlag           | Ergebnis (in %) | Wahltermin  | Ergebnis (in %) | vorherige | nächste |
| ------------- | ---------------- | ------------------------ | ------------------- | --------------- | ----------- | --------------- | --------- | ------- |
| 19. Januar    | Naunhof          | Ute Blosfeld             | AfD                 | 9,5             |             |                 | ← 2013    | keine   |
| 19. Januar    | Naunhof          | Anna-Luise Conrad        | CDU                 | 52,4            |             |                 | ← 2013    | keine   |
| 19. Januar    | Naunhof          | Michael-Harry Eichhorn   | Linke               | 19,8            |             |                 | ← 2013    | keine   |
| 19. Januar    | Naunhof          | Jörn Köckeritz           | Grüne               | 12,8            |             |                 | ← 2013    | keine   |
| 19. Januar    | Naunhof          | Frank Stabler            | FDP                 | 5,4             |             |                 | ← 2013    | keine   |
| 19. Januar    | Regis-Breitingen | Wolfram Lenk             | Linke               | 40,7            | 2. Februar  | 45,6            | ← 2013    | keine   |
| 19. Januar    | Regis-Breitingen | Jörg Zetzsche            | FW Regis-Breitingen | 32,9            | 2. Februar  | 54,4            | ← 2013    | keine   |
| 19. Januar    | Regis-Breitingen | Karsten Jockisch         | CDU                 | 26,4            | 2. Februar  | n. k.           | ← 2013    | keine   |
| 23. Februar   | Machern          | Karsten Frosch           | CDU                 | 52,4            |             |                 | ← 2013    | keine   |
| 23. Februar   | Machern          | Michael Konecny          | Wir sind Macher(n)  | 27,0            |             |                 | ← 2013    | keine   |
| 23. Februar   | Machern          | Ingo Arndt               | AfD                 | 10,9            |             |                 | ← 2013    | keine   |
| 23. Februar   | Machern          | Andrea Hesse             | Grüne               | 9,7             |             |                 | ← 2013    | keine   |
| 15. März      | Borsdorf         | Birgit Kaden             | CDU                 | 88,3            |             |                 | ← 2013    | keine   |
| 15. März      | Borsdorf         | Lukas Koschucher         | Koschucher          | 11,7            |             |                 | ← 2013    | keine   |
| 20. September | Markkleeberg     | Karsten Schütze          | SPD                 | 66,8            |             |                 | ← 2013    | keine   |
| 20. September | Markkleeberg     | Karsten Tornow           | CDU                 | 33,2            |             |                 | ← 2013    | keine   |
| 20. September | Markranstädt     | Jens-Reiner Bernd Spiske | Spiske              | 32,9            | 11. Oktober | 32,7            | ← 2012    | keine   |
| 20. September | Markranstädt     | Peter Bär                | CDU                 | 25,1            | 11. Oktober | 11,8            | ← 2012    | keine   |
| 20. September | Markranstädt     | Nadine Stitterich        | Stitterich          | 42,0            | 11. Oktober | 55,5            | ← 2012    | keine   |
| 27. September | Brandis          | Arno Jesse               | Jesse               | 69,0            |             |                 | ← 2013    | keine   |
| 27. September | Brandis          | Ingo Börner              | Börner              | 31,0            |             |                 | ← 2013    | keine   |
| 27. September | Parthenstein     | Jürgen Kretschel         | UWV – Bürgerkomitee | 97,8            |             |                 | ← 2013    | keine   |
| 27. September | Parthenstein     | Einzelvorschläge         | Einzelvorschläge    | 2,2             |             |                 | ← 2013    | keine   |
| 4. Oktober    | Thallwitz        | Rudolf Thomas Pöge       | Pöge                | 99,5            |             |                 | ← 2013    | keine   |
| 4. Oktober    | Thallwitz        | Einzelvorschläge         | Einzelvorschläge    | 0,5             |             |                 | ← 2013    | keine   |
| 11. Oktober   | Bennewitz        | Bernd Laqua              | Laqua               | 98,3            |             |                 | ← 2013    | keine   |
| 11. Oktober   | Bennewitz        | Einzelvorschläge         | Einzelvorschläge    | 1,7             |             |                 | ← 2013    | keine   |

### Landkreis Meißen
Im Landkreis Meißen fanden in vier Kommunen Wahlen statt. Diese sind im Folgenden aufgelistet. In zwei Kommunen waren zwei Wahlgänge notwendig. Das entscheidende Wahlergebnis ist markiert.
Gewählte Bewerber:
- SPD: 1
- Einzelbewerber/Bürgerinitiativen: 3
- Amtsinhaber wiedergewählt: 2
- Amtsinhaber abgewählt: 0
- Amtsinhaber nicht angetreten: 2

Namen von Amtsinhabern sind fett dargestellt.
| 1. Wahlgang   | 1. Wahlgang | 1. Wahlgang                | 1. Wahlgang      | 1. Wahlgang     | 2. Wahlgang | 2. Wahlgang     | vorherige | nächste |
| Wahltermin    | Gemeinde    | Bewerber                   | Vorschlag        | Ergebnis (in %) | Wahltermin  | Ergebnis (in %) | vorherige | nächste |
| ------------- | ----------- | -------------------------- | ---------------- | --------------- | ----------- | --------------- | --------- | ------- |
| 15. März      | Moritzburg  | Jörg Hänisch               | Hänisch          | 78,6            |             |                 | ← 2013    | keine   |
| 15. März      | Moritzburg  | Volker John                | CDU              | 21,4            |             |                 | ← 2013    | keine   |
| 29. März      | Radeburg    | Karin Michaela Ritter      | Ritter           | 98,1            |             |                 | ← 2013    | keine   |
| 29. März      | Radeburg    | Einzelvorschläge           | Einzelvorschläge | 1,9             |             |                 | ← 2013    | keine   |
| 20. September | Stauchitz   | Enrico Barth               | AfD              | 7,4             | 4. Oktober  | 2,8             | ← 2013    | keine   |
| 20. September | Stauchitz   | Britt Maria Kniesel        | Kniesel          | 10,2            | 4. Oktober  | n. k.           | ← 2013    | keine   |
| 20. September | Stauchitz   | Iris Osladil               | Osladil          | 4,8             | 4. Oktober  | n. k.           | ← 2013    | keine   |
| 20. September | Stauchitz   | Andreas Seidlitz           | Seidlitz         | 4,4             | 4. Oktober  | 1,4             | ← 2013    | keine   |
| 20. September | Stauchitz   | Dirk Erler                 | SPD              | 3,2             | 4. Oktober  | 1,2             | ← 2013    | keine   |
| 20. September | Stauchitz   | Michaela Steuer            | Steuer           | 27,2            | 4. Oktober  | 45,6            | ← 2013    | keine   |
| 20. September | Stauchitz   | Dirk Zschoke               | Zschoke          | 42,8            | 4. Oktober  | 49,0            | ← 2013    | keine   |
| 11. Oktober   | Nossen      | Angela Haas                | UBL              | 24,3            | 8. November | n. k.           | ← 2013    | keine   |
| 11. Oktober   | Nossen      | Gerald Rabe                | CDU              | 44,3            | 8. November | 45,9            | ← 2013    | keine   |
| 11. Oktober   | Nossen      | Steffen Christian Bartusch | SPD              | 31,4            | 8. November | 54,1            | ← 2013    | keine   |

### Landkreis Mittelsachsen
Im Landkreis Mittelsachsen fanden in vier Kommunen Wahlen statt. Diese sind im Folgenden aufgelistet. In einer Kommune waren zwei Wahlgänge notwendig. Das entscheidende Wahlergebnis ist markiert.
Gewählte Bewerber:
- CDU: 2
- SPD: 1
- Einzelbewerber/Bürgerinitiativen: 1
- Amtsinhaber wiedergewählt: 2
- Amtsinhaber abgewählt: 0
- Amtsinhaber nicht angetreten: 2

Namen von Amtsinhabern sind fett dargestellt.
| 1. Wahlgang   | 1. Wahlgang       | 1. Wahlgang              | 1. Wahlgang                | 1. Wahlgang     | 2. Wahlgang | 2. Wahlgang     | vorherige | nächste |
| Wahltermin    | Gemeinde          | Bewerber                 | Vorschlag                  | Ergebnis (in %) | Wahltermin  | Ergebnis (in %) | vorherige | nächste |
| ------------- | ----------------- | ------------------------ | -------------------------- | --------------- | ----------- | --------------- | --------- | ------- |
| 16. Februar   | Königsfeld        | Frank Ludwig             | FFW Königsfeld/Schwarzbach | 98,4            |             |                 | ← 2013    | keine   |
| 16. Februar   | Königsfeld        | Einzelvorschläge         | Einzelvorschläge           | 1,6             |             |                 | ← 2013    | keine   |
| 13. September | Augustusburg      | Dirk Neubauer            | SPD                        | 68,3            |             |                 | ← 2013    | 2023 →  |
| 13. September | Augustusburg      | Timo Ahnert              | Ahnert                     | 8,8             |             |                 | ← 2013    | 2023 →  |
| 13. September | Augustusburg      | Mike Moncsek             | AfD                        | 10,4            |             |                 | ← 2013    | 2023 →  |
| 13. September | Augustusburg      | Hans-Ullrich Drechsel    | Drechsel                   | 10,6            |             |                 | ← 2013    | 2023 →  |
| 13. September | Augustusburg      | Swen Müller              | Müller                     | 1,9             |             |                 | ← 2013    | 2023 →  |
| 20. September | Penig             | André Wolf               | CDU                        | 35,7            | 11. Oktober | 42,7            | ← 2015    | keine   |
| 20. September | Penig             | Ronny Wiehl              | FWGP e. V.                 | 28,5            | 11. Oktober | 38,7            | ← 2015    | keine   |
| 20. September | Penig             | Mike Tauchmann           | UBfP                       | 15,0            | 11. Oktober | 8,3             | ← 2015    | keine   |
| 20. September | Penig             | Michael Jahn             | Jahn                       | 16,0            | 11. Oktober | 8,3             | ← 2015    | keine   |
| 20. September | Penig             | Romy Möbius              | Möbius                     | 4,8             | 11. Oktober | 2,0             | ← 2015    | keine   |
| 11. Oktober   | Großhartmannsdorf | Dirk Müller              | CDU                        | 74,7            |             |                 | ← 2015    | keine   |
| 11. Oktober   | Großhartmannsdorf | Philipp Norbert Preißler | FWV                        | 25,3            |             |                 | ← 2015    | keine   |

### Landkreis Nordsachsen
Im Landkreis Nordsachsen fanden in sechs Kommunen Wahlen statt. Diese sind im Folgenden aufgelistet. In keiner Kommune waren zwei Wahlgänge notwendig. Das entscheidende Wahlergebnis ist markiert.
Gewählte Bewerber:
- FDP: 1
- CDU: 1
- Einzelbewerber/Bürgerinitiativen: 4
- Amtsinhaber wiedergewählt: 1
- Amtsinhaber abgewählt: 1
- Amtsinhaber nicht angetreten: 4

Namen von Amtsinhabern sind fett dargestellt.
| Wahltermin    | Gemeinde         | Bewerber                | Vorschlag        | Ergebnis (in %) | vorherige | nächste |
| ------------- | ---------------- | ----------------------- | ---------------- | --------------- | --------- | ------- |
| 8. März       | Zschepplin       | Günther Thomas Hartmann | CDU              | 19,1            | ← 2013    | keine   |
| 8. März       | Zschepplin       | Udo Dietze              | Dietze           | 19,2            | ← 2013    | keine   |
| 8. März       | Zschepplin       | Kay Kunath              | Kunath           | 61,7            | ← 2013    | keine   |
| 15. März      | Belgern-Schildau | Matthias Griem          | FWG              | 55,5            | ← 2013    | 2021 →  |
| 15. März      | Belgern-Schildau | Kalook Wollny           | CDU              | 12,7            | ← 2013    | 2021 →  |
| 15. März      | Belgern-Schildau | Tony Eric Thomas        | Thomas           | 31,8            | ← 2013    | 2021 →  |
| 15. März      | Dreiheide        | André Burkhardt         | Burkhardt        | 6,1             | ← 2014    | keine   |
| 15. März      | Dreiheide        | Guido Manske            | Manske           | 20,4            | ← 2014    | keine   |
| 15. März      | Dreiheide        | Karsta Niejaki          | Niejaki          | 73,5            | ← 2014    | keine   |
| 15. März      | Mockrehna        | Peter Klepel            | Klepel           | 61,6            | ← 2013    | keine   |
| 15. März      | Mockrehna        | Michael Busse           | FWG              | 23,1            | ← 2013    | keine   |
| 15. März      | Mockrehna        | Sandro Oschkinat        | SAD              | 15,3            | ← 2013    | keine   |
| 20. September | Elsnig           | Stefan Manfred Fischer  | FDP              | 97,9            | ← 2015    | keine   |
| 20. September | Elsnig           | Einzelvorschläge        | Einzelvorschläge | 2,1             | ← 2015    | keine   |
| 20. September | Wiedemar         | Ines Möller             | Möller           | 9,6             | ← 2013    | keine   |
| 20. September | Wiedemar         | Steve Ganzer            | CDU              | 60,5            | ← 2013    | keine   |
| 20. September | Wiedemar         | Rico Eichler            | Eichler          | 29,9            | ← 2013    | keine   |

### Landkreis Sächsische Schweiz-Osterzgebirge
Im Landkreis Sächsische Schweiz-Osterzgebirge fanden in vier Kommunen Wahlen statt. Diese sind im Folgenden aufgelistet. In keiner Kommune waren zwei Wahlgänge notwendig. Das entscheidende Wahlergebnis ist markiert.
Gewählte Bewerber:
- Einzelbewerber/Bürgerinitiativen: 4
- Amtsinhaber wiedergewählt: 2
- Amtsinhaber abgewählt: 0
- Amtsinhaber nicht angetreten: 2

Namen von Amtsinhabern sind fett dargestellt.
| Wahltermin    | Gemeinde              | Bewerber              | Vorschlag            | Ergebnis (in %) | vorherige | nächste |
| ------------- | --------------------- | --------------------- | -------------------- | --------------- | --------- | ------- |
| 19. Januar    | Gohrisch              | Johannes Dietrich     | Dietrich             | 41,7            | ← 2019    | 2025 →  |
| 19. Januar    | Gohrisch              | Christian Naumann     | Naumann              | 58,3            | ← 2019    | 2025 →  |
| 8. März       | Reinhardtsdorf-Schöna | Andreas Heine         | Wählervereinigung 94 | 91,3            | ← 2013    | keine   |
| 8. März       | Reinhardtsdorf-Schöna | Einzelvorschläge      | Einzelvorschläge     | 8,7             | ← 2013    | keine   |
| 15. März      | Klingenberg           | Torsten Schreckenbach | BfK                  | 81,7            | ← 2013    | keine   |
| 15. März      | Klingenberg           | Mario Staudte         | Staudte              | 18,3            | ← 2013    | keine   |
| 27. September | Tharandt              | Silvio Ziesemer       | Ziesemer             | 84,1            | ← 2013    | keine   |
| 27. September | Tharandt              | Einzelvorschläge      | Einzelvorschläge     | 15,9            | ← 2013    | keine   |

### Vogtlandkreis
Im Vogtlandkreis fanden in fünf Kommunen Wahlen statt. Diese sind im Folgenden aufgelistet. In keiner Kommune waren zwei Wahlgänge notwendig. Das entscheidende Wahlergebnis ist markiert.
Gewählte Bewerber:
- CDU: 1
- Einzelbewerber/Bürgerinitiativen: 4
- Amtsinhaber wiedergewählt: 4
- Amtsinhaber abgewählt: 0
- Amtsinhaber nicht angetreten: 1

Namen von Amtsinhabern sind fett dargestellt.
| Wahltermin    | Gemeinde         | Bewerber             | Vorschlag            | Ergebnis (in %) | vorherige | nächste |
| ------------- | ---------------- | -------------------- | -------------------- | --------------- | --------- | ------- |
| 20. Februar   | Klingenthal      | Thomas Hennig        | CDU                  | 99,2            | ← 2013    | 2022 →  |
| 20. Februar   | Klingenthal      | Einzelvorschläge     | Einzelvorschläge     | 0,8             | ← 2013    | 2022 →  |
| 8. März       | Netzschkau       | Mike Purfürst        | Purfürst             | 96,6            | ← 2013    | keine   |
| 8. März       | Netzschkau       | Einzelvorschläge     | Einzelvorschläge     | 3,4             | ← 2013    | keine   |
| 20. September | Ellefeld         | Jörg Heinrich Kerber | Kerber               | 78,8            | ← 2013    | keine   |
| 20. September | Ellefeld         | Einzelvorschläge     | Einzelvorschläge     | 21,2            | ← 2013    | keine   |
| 20. September | Heinsdorfergrund | Marion Dick          | CDU – Offene Liste   | 98,8            | ← 2013    | keine   |
| 20. September | Heinsdorfergrund | Einzelvorschläge     | Einzelvorschläge     | 1,2             | ← 2013    | keine   |
| 20. September | Pöhl             | Erik Jung            | FW                   | 72,6            | ← 2012    | keine   |
| 20. September | Pöhl             | Mirko Kutzer         | V. z. E. d. N. T. P. | 27,4            | ← 2012    | keine   |

### Landkreis Zwickau
Im Landkreis Zwickau fanden in sieben Kommunen Wahlen statt. Diese sind im Folgenden aufgelistet. In zwei Kommunen waren zwei Wahlgänge notwendig. Das entscheidende Wahlergebnis ist markiert.
Gewählte Bewerber:
- CDU: 1
- Einzelbewerber/Bürgerinitiativen: 6
- Amtsinhaber wiedergewählt: 4
- Amtsinhaber abgewählt: 0
- Amtsinhaber nicht angetreten: 3

Namen von Amtsinhabern sind fett dargestellt.
| Wahltermin    | Gemeinde    | Bewerber             | Vorschlag        | Ergebnis (in %) | Wahltermin  | Ergebnis (in %) | vorherige | nächste |
| ------------- | ----------- | -------------------- | ---------------- | --------------- | ----------- | --------------- | --------- | ------- |
| 12. Januar    | Kirchberg   | Dorothee Obst        | FW               | 93,1            |             |                 | ← 2013    | keine   |
| 12. Januar    | Kirchberg   | Einzelvorschläge     | Einzelvorschläge | 6,9             |             |                 | ← 2013    | keine   |
| 15. März      | Callenberg  | Daniel Röthig        | CDU              | 85,8            |             |                 | ← 2013    | keine   |
| 15. März      | Callenberg  | Peter Reichel        | Linke            | 14,2            |             |                 | ← 2013    | keine   |
| 15. März      | Reinsdorf   | Steffen Ludwig       | Ludwig           | 97,8            |             |                 | ← 2013    | keine   |
| 15. März      | Reinsdorf   | Einzelvorschläge     | Einzelvorschläge | 2,2             |             |                 | ← 2013    | keine   |
| 20. September | Hartenstein | Martin Kunz          | BWV              | 37,3            | 11. Oktober | 53,7            | ← 2015    | keine   |
| 20. September | Hartenstein | Nadine Sachs         | CDU              | 16,1            | 11. Oktober | 6,7             | ← 2015    | keine   |
| 20. September | Hartenstein | Frank Russig         | FVH              | 32,1            | 11. Oktober | 39,6            | ← 2015    | keine   |
| 20. September | Hartenstein | Daniel Mehner        | Mehner           | 14,5            | 11. Oktober | n. k.           | ← 2015    | keine   |
| 20. September | Mülsen      | Tronje Hagen         | CDU              | 42,3            |             |                 | ← 2013    | keine   |
| 20. September | Mülsen      | Michael Franke       | FW               | 57,7            |             |                 | ← 2013    | keine   |
| 20. September | Zwickau     | Kathrin Köhler       | CDU              | 31,5            | 11. Oktober | 28,1            | ← 2015    | keine   |
| 20. September | Zwickau     | Andreas Gerold       | AfD              | 17,0            | 11. Oktober | n. k.           | ← 2015    | keine   |
| 20. September | Zwickau     | Ute Manuela Brückner | Linke            | 13,9            | 11. Oktober | n. k.           | ← 2015    | keine   |
| 20. September | Zwickau     | Constance Arndt      | BfZ              | 21,7            | 11. Oktober | 71,9            | ← 2015    | keine   |
| 20. September | Zwickau     | Michael Jakob        | Jakob            | 16,0            | 11. Oktober | n. k.           | ← 2015    | keine   |
| 27. September | St. Egidien | Uwe Redlich          | Redlich          | 66,0            |             |                 | ← 2013    | keine   |
| 27. September | St. Egidien | Marco Wrabetz        | Wrabetz          | 34,0            |             |                 | ← 2013    | keine   |

## Belege
1. ↑  Referat Kommunikation und Öffentlichkeitsarbeit: Wahlstatistik zum Stand 31. Dezember 2020 - Wahlen - sachsen.de. Abgerufen am 29. Oktober 2023.
2. ↑  Referat Kommunikation und Öffentlichkeitsarbeit: Wahlergebnisse 2020 - Wahlen - sachsen.de. Abgerufen am 29. Oktober 2023.
3. ↑  Referat Kommunikation und Öffentlichkeitsarbeit: Wahlergebnisse 2020 - Wahlen - sachsen.de. Abgerufen am 29. Oktober 2023.
4. ↑  Referat Kommunikation und Öffentlichkeitsarbeit: Wahlergebnisse 2020 - Wahlen - sachsen.de. Abgerufen am 29. Oktober 2023.
5. ↑  Referat Kommunikation und Öffentlichkeitsarbeit: Wahlergebnisse 2020 - Wahlen - sachsen.de. Abgerufen am 29. Oktober 2023.
6. ↑  Referat Kommunikation und Öffentlichkeitsarbeit: Wahlergebnisse 2020 - Wahlen - sachsen.de. Abgerufen am 29. Oktober 2023.
7. ↑  Referat Kommunikation und Öffentlichkeitsarbeit: Wahlergebnisse 2020 - Wahlen - sachsen.de. Abgerufen am 29. Oktober 2023.
8. ↑  Referat Kommunikation und Öffentlichkeitsarbeit: Wahlergebnisse 2020 - Wahlen - sachsen.de. Abgerufen am 29. Oktober 2023.
9. ↑  Referat Kommunikation und Öffentlichkeitsarbeit: Wahlergebnisse 2020 - Wahlen - sachsen.de. Abgerufen am 29. Oktober 2023.
10. ↑  Referat Kommunikation und Öffentlichkeitsarbeit: Wahlergebnisse 2020 - Wahlen - sachsen.de. Abgerufen am 29. Oktober 2023.
11. ↑  Referat Kommunikation und Öffentlichkeitsarbeit: Wahlergebnisse 2020 - Wahlen - sachsen.de. Abgerufen am 29. Oktober 2023.
12. ↑  Referat Kommunikation und Öffentlichkeitsarbeit: Wahlergebnisse 2020 - Wahlen - sachsen.de. Abgerufen am 29. Oktober 2023.
13. ↑  Referat Kommunikation und Öffentlichkeitsarbeit: Wahlergebnisse 2020 - Wahlen - sachsen.de. Abgerufen am 29. Oktober 2023.